# Leonas de Ponce
Le Leonas de Ponce furono una franchigia pallavolistica femminile di portoricana, con sede a Ponce.

## Storia
Le Leonas de Ponce vengono fondate nel 1985. Tra la fine degli anni ottanta e l'inizio degli anni novanta conoscono il proprio periodo di massimo splendore, disputando tre finali di campionato consecutive e vincendole tutte. La franchigia cessa di esistere nel 2018, cedendo il proprio titolo alle Llaneras de Toa Baja.
Nel 2021 la franchigia torna in attività acquistando del titolo delle Indias de Mayagüez, ma dopo appena due anni cessano nuovamente di esistere, cedendo i propri diritti di partecipazione alle Mets de Guaynabo.

## Palmarès
- Campionato portoricano: 3

1989, 1990, 1991